# Засос

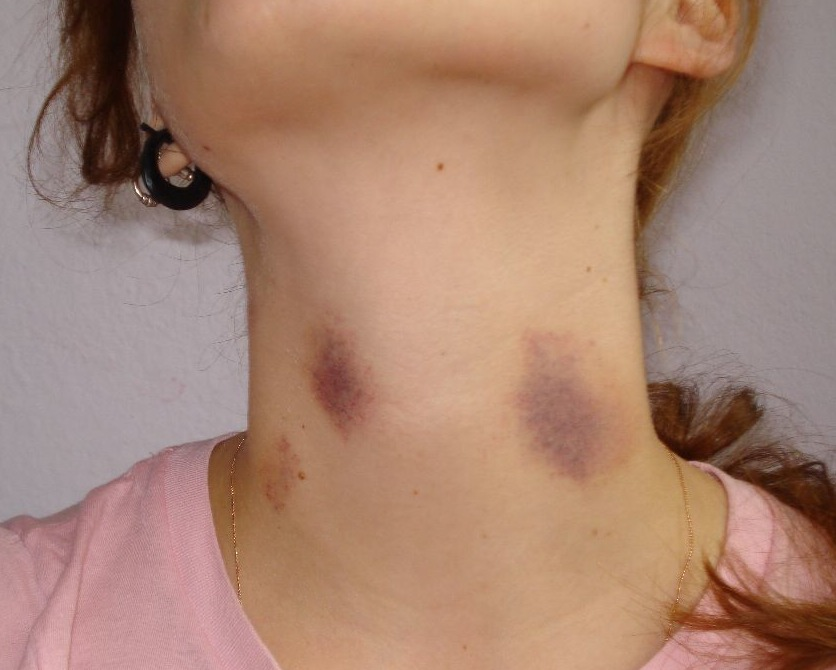
Засоси на шиї

Засо́с — гематома або мітка на тілі, викликана поцілунком, сосанням або слабким укусом. Виникає в результаті розривів підшкірних кровоносних судин. Зовні засоси виглядають як гематоми темно-фіолетового кольору або червоний висип. Заподіюються найчастіше ненавмисно, проте можуть також бути однією з форм сексуального насильства.
Засоси зазвичай зберігаються протягом чотирьох-дванадцяти днів і піддаються такому ж лікуванню, як і інші види гематом. Як народні засоби застосовуються прикладання монет і розтирання відразу після виникнення. Згідно з поширеним повір'ям, одним зі способів лікування засосів є прикладання до ушкодженої ділянки шматочків льоду. Однак це може допомогти лише протягом перших десяти хвилин після виникнення. Засоси часто покривають тональним кремом або пудрою з метою приховування. Іншим способом приховати засос може бути носіння шарфа або водолазки.